# Sérgio Bloch
Sergio Bloch é um roteirista, diretor, produtor e diretor de cinema brasileiro. Entre seus trabalhos de maior destaque está o longa-metragem Tainá, Uma Aventura na Amazônia (2001), co-dirigido com Tânia Lamarca.

## Filmografia[1]
| Título                                | Ano  | Gênero           | Cargo              |
| ------------------------------------- | ---- | ---------------- | ------------------ |
| Na Boca do Povo - 2ª Temporada        | 2021 | Série documental | Diretor/Roteirista |
| O Babado da Toinha                    | 2020 | Documentário     | Diretor/Roteirista |
| Na Boca do Povo                       | 2018 | Série documental | Diretor/Roteirista |
| Sobre Rodas Brasil                    | 2008 | Documentário     | Diretor/Roteirista |
| Tudo Sobre Rodas                      | 2006 | Documentário     | Diretor/Roteirista |
| Amazônia, Histórias da Nossa História | 2006 | Documentário     | Diretor/Roteirista |
| Mini Cine Tupy                        | 2002 | Documentário     | Diretor/Roteirista |
| Olho da Rua                           | 2001 | Documentário     | Diretor/Roteirista |
| Tainá, Uma Aventura na Amazônia       | 2001 | Longa-metragem   | Diretor            |
| Burro Sem Rabo                        | 1997 | Documentário     | Diretor/Roteirista |

## Prêmios e festivais

#### Burro-sem-rabo (1997):
- Festival Internacional de Documentários Its All True, no Brasil;
- Festival de Cinema e Vídeo de Curitiba, Brasil [Premio de Melhor Filme pela Crítica Especializada];[2]
- Festival de Cinema e Vídeo do Maranhão, Brasil [Premio OCIC de Melhor Filme, Premio Melhor Filme do Júri Popular, Premio Incentivo Itaú];
- Festival de Cinema do Recife, Brasil [Prêmio da Kodak];[3]
- Jornada da Bahia, Brasil – [Premio de Melhor Documentário];
- V Festival de Cuiabá, Brasil [Premio Melhor Média-metragem, Premio Melhor Filme do Júri Popular];
- 30º Festival de Brasília, Brasil [Prêmio Especial do Júri];[4]
- IDFA – Internacional Documentary Film Festival Amsterdan, Holanda;
- Bilandu Film Ethnographique, França;
- Festival di Corto-metraggio, Itália;
- Festival for Documentary, Alemanha;
- Festival de Documentário Amascultura, Portugal;
- Festival International for Animation and Documentary, Índia [The Best First Film Award].

#### Tainá, Uma Aventura na Amazônia (2001):[5]
- Festival do RIO BR 2000, Brasil (Prêmio de Melhor Filme do Juri Popular);
- New York International Children's Film Festival, EUA;
- 5º. Brazilian Film Festival of Miami, EUA (Prêmio de Melhor Fotografia);
- Chicago International Children's Film Festival, EUA (Prêmio de Melhor Filme do Juri Popular);
- 1º Festival Int'l de Cine p/ la Infancia y Juventud de Mar del Plata, Argentina (Premio de Musica original y Largo Metraje de Ficción);
- 12º Childrens Film Festival in Cologne, Alemanha (The First Prize of the Festival);
- XII Vienna International Film Festival, Austria (Winner of the Best Film Award – Audience Jury).

#### Mini Cine Tupy (2002):
- IV Fluxusonline – Festival Internacional de Cinema pela Internet, Brasil [Melhor Documentário];
- V FICA – Festival Internacional de Cinema e Vídeo Ambiental, Brasil [Melhor Curta Metragem];[6]
- 2º Curta Santos [Melhor Vídeo Brasilis];
- 25º Festival Internacional Del Nuevo Cine Latino americano de Havana, Cuba [Menção Especial das        Casas de Cultura];
- 9º Mostra Internacional de Filme Etnográfico, Brasil [Premio GNT de Melhor Filme e Menção Honrosa do Museu do Folclore];
- 43º Cracow Film Festival;
- 3º Ecocine [Menção Honrosa: Melhor Roteiro];
- 8º FAM – Florianópolis Audiovisual Mercosul, Brasil [Melhor Vídeo do Júri Especial];
- 18º Mostra de Vídeo Brasileiro de Santo André, Brasil [Melhor Curta Metragem];
- Planet in Focus [Canadá], [Best Short Film];
- Margaret Mead Film and Vídeo Festival, EUA;
- II Curta-vídeo Votorantim [Melhor Filme].

#### Tudo Sobre Rodas (2006):
- 10º. Festival Internacional de Documentários É Tudo Verdade, Brasil (Menção Honrosa da ABD/SP);
- XII Cinesul – Festival Latino-americano de Cinema e Vídeo, Brasil (Melhor Filme do Júri Popular);
- Festival do Rio 2005.

#### O Babado da Toinha (2020):
- Fiorenzo Serra Film Festival 2020/Itália (Best Short Film)
- Indie Short Award Miami/USA(Honorable Mention - Best Documentary)
- NYC Downtown Short Film Festival/USA (Best Documentary)
- OMOVIE/Itália (Best Short Documentary)
- LGBTQ LosAngeles FilmFestival 2021 (Best LGBTQ+ Story)
- Tagore Int´l Film Fest (LGBT Film Winner)
- Festival de Indie 2021 (Film Winner)
- Royal Society Of Television & Motion Picture Awards (Winner)
- South Indian Art & Culture Film Festival (Winner)
- Rosebud International Film Festival 2021 (Best Short Film)
- The Best Film Festival 2021 (Best Short Film)
- Bradoc Documentary Festival 2021 (Best Documentary)
- Festin Lisboa 2020 (Menção Honrosa)
- IV Transforma - Festival de Cinema da Diversidade de Santa Catarina (Melhor Filme do Juri Técnico, Melhor Filme do Jurí Popular e Prêmio da ADEH (Associação em Defesa dos Direitos Humanos com Enfoque na Sexualidade)